# Place de la Porte-de-Châtillon
La place de la Porte-de-Châtillon se situe à la limite de la périphérie de Paris sud. Le cimetière de Montrouge est situé juste derrière, mais son accès se trouve au niveau de la porte de Montrouge voisine.

## Situation et accès
Sur la place se trouve la station Jean Moulin de la ligne 3a du tramway d'Île-de-France, ainsi qu'une station de Vélib'.

## Origine du nom
Cette place est située à l'emplacement de l'ancienne porte de Châtillon de l'enceinte de Thiers.

## Historique
La place a été créée sur l'emplacement des anciens bastions nos 78 et 79 de l'enceinte de Thiers. Elle a été classée en 1932, et a obtenu sa dénomination actuelle en 1934.

## Bâtiments remarquables et lieux de mémoire
- No 1 : le peintre Jacques Boussard avait son atelier à cette adresse de 1944 à 1989.

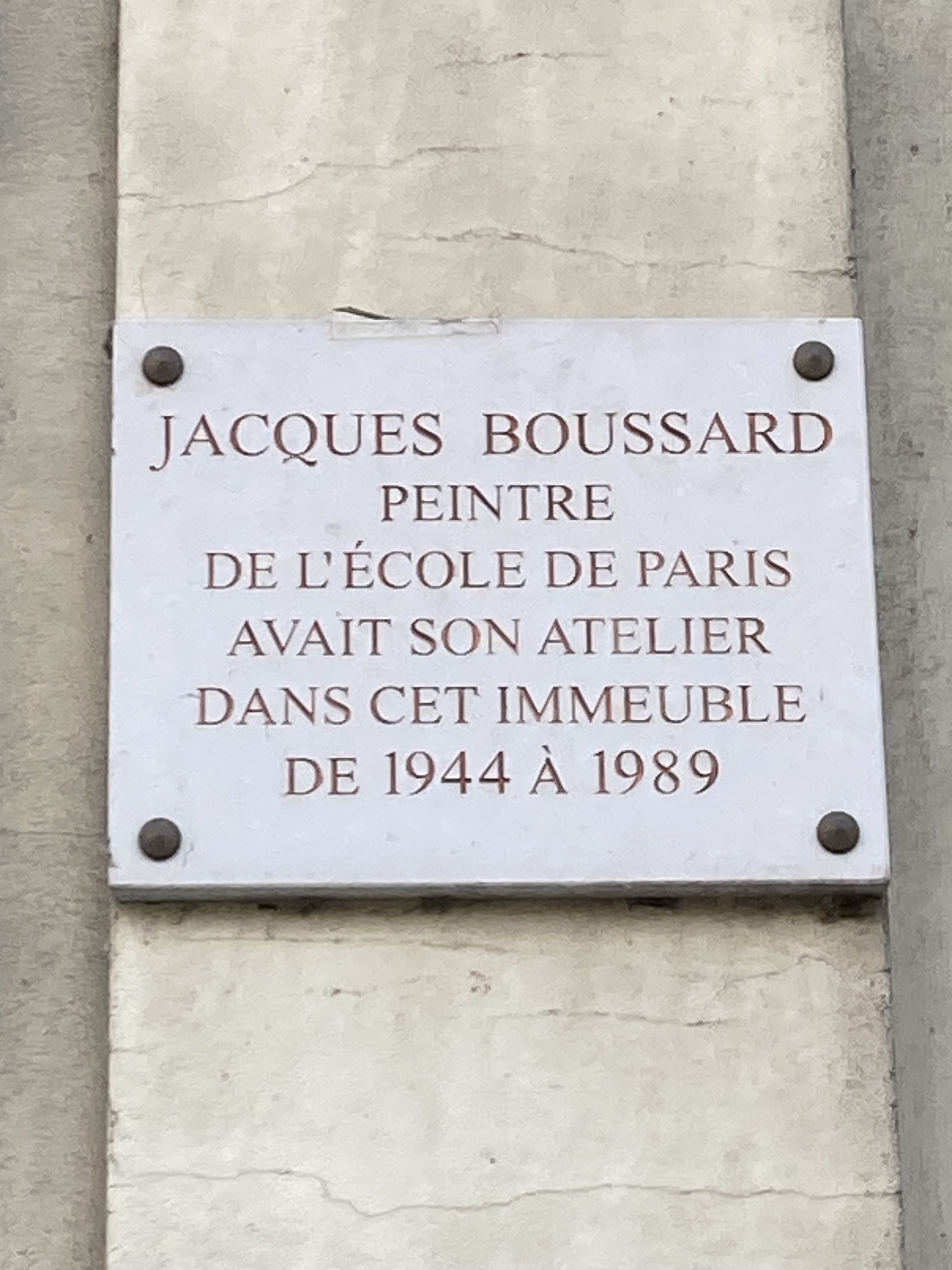
Plaque commémorative Jacques Boussard.